# Parlamenter

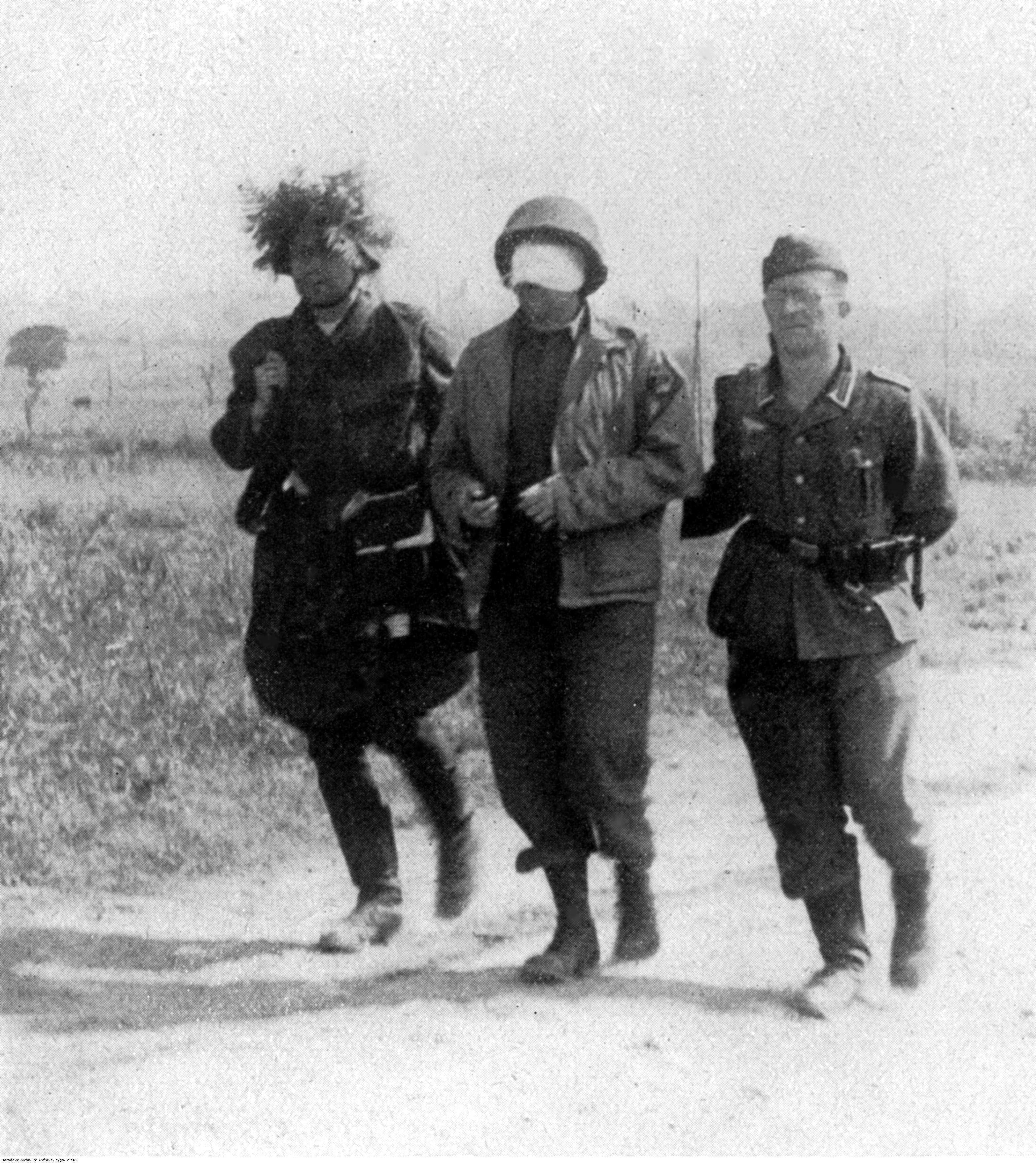
Egy bekötött szemű amerikai parlamenter két német katona vezetésével (1944. november)

A parlamenter a francia parlementaire és a német parlamentär szavak magyarosított változata. Több jelentése is ismert, szinonim szavai: küldött, közvetítő, békítő, békekövet, megbízott.

## Általános szóhasználatban
A parlamenter jelentése általános értelemben a politikai vagy egyéb vitás kérdésekben, elkülönülő felek közötti közvetítő személy, akinek a konfliktus megoldására irányuló javaslata van. Ennél a jelentésnél nem feltétlenül szükséges, hogy az egyik félhez tartozzon az érintett személy, míg katonai vonatkozásban ez a gyakorlat.

## Katonai terminológiában
A fegyveres konfliktusban (háborúban) részt vevő felek között felvetődött vitás kérdések (például fegyverszünet, megadás, fogolycsere, békekötés, elesett vagy sebesült katonák harctérről történő elszállítása stb.) tisztázására az ellenséghez küldött katona. A parlamenter semleges jelzést hordoz, és tiszta békítő szándékot titulálnak neki, ezt fejezi ki a kezében tartott fehér zászló. Személye a hadijog szerint sérthetetlen. 
…(Bem)…Szászsebesen kétezer vitézzel volt és négy ágyúval. Hátul Puchner tizenhatezer katonával, töméntelen ágyúval, elöl húszezer oláh fölkelő. Ekkor Truszkolanszky lengyel mint parlamenter jelent meg Bemnél s így szólt:

„Én mint lengyel szólok önhöz, tábornok úr, ámbár Puchner küldöttje vagyok. Adja meg ön magát, s ne tegye ki e maroknyi népet a bizonyos halálnak. Mindenfelől be van kerítve, Kemény Farkas, kit segélyért küldött, tönkre van téve.”…
A második világháborúban a kommunista és a szovjet katonai propaganda által elhíresült két parlamenter, Steinmetz és Osztapenko kapitányok 1944. december 29-én életüket vesztették Budapest ostrománál. Mindkét tiszt a megadásra való felszólítást kívánta továbbítani a német parancsnokságnak. A szovjetek a főváros lakosságának súlyos szenvedését okozó ostrom elkerülését, a kilátástalan német ellenállás megszüntetését kívánták elérni. Az ezt rögzítő írásos ultimátumot a Duna bal és jobb partján két szovjet küldöttség akarta eljuttatni a német parancsnokságnak. A parlamenterek azonban máig nem tisztázott körülmények között elestek küldetésük során. A német parancsnokságról visszafelé tartó úton Ilja Afanaszjevics Osztapenko parlamenter csoportját gépfegyvertűz alá vonták, amelyben a tiszt életét vesztette, de a szerencsének köszönhetően a tolmácsa túlélte ezt. Steinmetz Miklós százados még az előtt elesett, hogy elérte volna az ellenséges vonalakat. Valószínű, hogy a sűrű ködben dzsipje aknára futott, de lehet, hogy egy magyar aknavető tüze pusztította el. Az sem zárható ki, hogy a szovjet tüzérség tüzébe került.

## Tájnyelvi változatban
Erdélyben használt jelentése alapján a parlamenter az a személy, aki a parlament tagja. Magyarországon is egyre gyakrabban használják ebben a jelentésben, de nagy vitákat gerjeszt, hogy elfogadható-e így (lásd a jegyzetben hivatkozott "Rosszul tudott szavak" írást). Megjelent ehhez hasonló jelentéstartalommal a köznyelvben is az EU parlamenter kifejezés, mely hasonlóan a tájnyelvi változathoz az Európai Parlament tagjait jelölő kifejezés.